# Armand Gatti
Pour les articles homonymes, voir Gatti.
Dante Sauveur Gatti, dit Armand Gatti, né le 26 janvier 1924 à Monaco et mort le 6 avril 2017 à Saint-Mandé, est un journaliste, poète, écrivain, dramaturge, metteur en scène, scénariste et réalisateur libertaire français.
Engagé dans la Résistance à partir de 1942, il est arrêté en 1943. Il parvient à s'échapper d'un camp de travail en Allemagne, où il avait été envoyé, et s'engage dans les maquis de Corrèze. Fin 1944, il s'engage au sein du 2e régiment de chasseurs parachutistes (2e RCP) en Grande-Bretagne.
Devenu reporter après la guerre, il rend compte des luttes ouvrières menées en France et des massacres de paysans indigènes par la dictature militaire au Guatemala.
Par la suite, il tourne plusieurs films, dont l'un, L'Enclos, est primé en 1961 à Cannes, et se concentre sur l'écriture pour le théâtre. Il doit faire face à la censure qui frappe plusieurs de ses œuvres sur décision du gouvernement gaulliste, en raison de leur caractère politique.

## Biographie
(mars 2025).
Si vous disposez d'ouvrages ou d'articles de référence ou si vous connaissez des sites web de qualité traitant du thème abordé ici, merci de compléter l'article en donnant les références utiles à sa vérifiabilité et en les liant à la section « Notes et références ».

### Jeunesse et formation
Né à Monaco en 1924 d’un père anarchiste italien et d’une mère piémontaise, Dante Sauveur Gatti passe son enfance dans le bidonville du Tonkin, à Beausoleil, avec son père, Augusto Reiner Gatti, éboueur et balayeur, et sa mère, Laetitia Luzano, femme de ménage. La famille s’installe ensuite dans la même banlieue monégasque, dans le quartier Saint-Joseph. Il suit ses études au séminaire Saint-Paul à Cannes. Armand Gatti est aussi enfant du XXe siècle : résistant, évadé, journaliste et voyageur, ses mémorables rencontres à travers le monde ont profondément influencé son œuvre.

### Seconde Guerre mondiale
En 1941, il est exclu du petit séminaire et entre en première au lycée de Monaco. Il écrit une épopée signée « Lermontov » où il se moque de ses professeurs, ce qui entraîne son exclusion le 14 juin.
En 1942, il exerce divers petits métiers, dont celui de déménageur, et de sous-diacre à l’église Saint-Joseph. Le 2 mars, son père Auguste meurt des suites d’un tabassage lors d’une grève d’éboueurs. Il part alors en Corrèze, dans le maquis, avec la recommandation du père gramscien d’un de ses amis.
Fin 1943, il est arrêté à Tarnac. Gracié en raison de son jeune âge, il est emprisonné à Tulle, puis transféré à Bordeaux où il est travailleur forcé à la construction de la base sous-marine. Transféré à Hambourg, à l’entreprise Lindemann, il s’en évade et rejoint en Corrèze l’un des nombreux maquis dépendant de Georges Guingouin.

En 1944 et 1945, il est parachutiste à Londres dans le Special Air Service (4th SAS) mais n'effectue pas d'opération. Renvoyé dans ses foyers le 1er novembre 1945, il passe la nuit de Noël avec Philippe Soupault, auquel l’a présenté un ami parachutiste. Celui-ci consacre quelques pages au « jeune homme » dans son Journal d’un fantôme : 

« Nous parlons de Rimbaud, de Lautréamont. (…) Ses jugements sont justes, parfois sévères lorsque les poètes l’ont déçu. (…) Ah ! Henri Michaux, dit-il, Michaux, lui il est bien ! »

### Carrière
Sur recommandation d’un ami monégasque, Gatti entre en janvier 1946 au Parisien libéré comme rédacteur stagiaire. Entre 1946 et 1947, il y rencontre celui qui sera son ami de toujours, Pierre Joffroy. Pendant quelques mois, il est « locataire clandestin » à la Cité universitaire, au pavillon de Monaco. Puis il emménage sur l'île Saint-Louis, dans un hôtel meublé, 29 quai d’Anjou, sorte de phalanstère d'artistes où Roger Dévigne a ouvert un atelier et où sont logés Gilles Deleuze, Georges Arnaud, Karl Flinker, Georges de Caunes, Michel Tournier, Yvan Audouard, Alejandro Otero et François-Jean Armorin. Kateb Yacine les rejoint en 1952. Dans les salons de Mme Tézenas, il rencontre Henri Michaux, Pierre Souvchinsky, Yves Benot, Paule Thévenin, André Berne-Joffroy, Guy Dumur, Michel Cournot. Journaliste le jour, poète la nuit, il commence l’écriture de Bas-relief pour un décapité, puis d’une pièce intitulée Les Menstrues.
En 1948 et 1949, avec Pierre Boulez et Bernard Saby, devenus ses amis, il accueille John Cage, Morton Feldman, Merce Cunningham et Morton Brown. Nommé, le 1er janvier 1949, rédacteur au Parisien libéré, il y devient la même année reporter, position qu’il gardera jusqu’à son départ du journal en 1956.

#### Années 1950
En 1950 et 1951, il réalise des reportages souvent cosignés avec Pierre Joffroy sur des sujets variés : spiritisme, justice, pauvreté, collaboration, exploitation de la main-d’œuvre en Martinique… Fin 1951, il part pour l’Algérie où il rencontre Kateb Yacine.
En 1952, il écrit à Cologne le poème Oubli signal lapidé, musique de Pierre Boulez, par l’ensemble vocal Marcel Couraud. Il assiste à un concert de Pierre Boulez, au théâtre des Champs-Élysées, où il prend à partie les spectateurs qui protestent contre cette musique.
En 1953, il assiste au procès d'Oradour-sur-Glane. « La Justice militaire », article publié dans la revue Esprit, dénonce l’acquittement d’un capitaine de gendarmerie « coupable d’avoir fait passer de vie à trépas quelques maquisards ». Il poursuit sa réflexion sur la justice avec un réquisitoire virulent contre le déroulement du procès de Pauline Dubuisson.
En 1954, il apprend le métier de dompteur pour réaliser l’enquête « Envoyé spécial dans la cage aux fauves » qui lui vaut le prix Albert-Londres. Devenu grand reporter, il voyage en Amérique latine (Costa Rica, Salvador, Nicaragua). Envoyé spécial au Guatemala, il assiste à la chute du gouvernement d'Árbenz et rencontre un jeune médecin argentin, Ernesto Guevara, le futur Che. Il interviewe l’écrivain Miguel Ángel Asturias pour Les Lettres françaises.
En 1955, il entre à Paris Match. Passant par la Russie, la Sibérie et la Mongolie, il part pour trois mois en Chine avec Chris Marker, Michel Leiris, Jean Lurçat, Paul Ricœur et René Dumont. À la découverte du théâtre chinois – et tout particulièrement de Kouan Han Shin, auteur du XIVe siècle – il rencontre Mei Lan Fang, prodigieux comédien de l'opéra de Pékin, et retrouve son ami Wang, connu à Paris à la fin des années 1940, qui l’introduit auprès de Mao Tsé-Toung. Il revient par le Transsibérien.
En 1956, le livre Chine paraît aux éditions du Seuil, dans la collection « Petite Planète » dirigée par Chris Marker. Il est naturalisé français. Pour France-Soir, il écrit une longue série d’articles, « J’ai filé les détectives privés », et part en voyage avec Joseph Kessel à Helsinki.
En 1957, il finit d’écrire la pièce Le Poisson noir, issue de son voyage chinois. En juin, il accepte le poste de rédacteur en chef de Libération (le quotidien de Paris - celui fondé par Emmanuel d’Astier de la Vigerie) et part en septembre en Sibérie avec Chris Marker pour le tournage du film Lettre de Sibérie et l’écriture du livre Sibérie, - zéro + l’infini.
En mai 1958, il part pour la Corée du Nord et la Chine, avec une délégation où se retrouvent, entre autres, Chris Marker, Claude Lanzmann, Francis Lemarque et Claude-Jean Bonnardot. Le gouvernement nord-coréen lui propose de réaliser un film. Il en écrit le scénario, Moranbong, Chronique coréenne et en commence le tournage en collaboration avec Bonnardot qui finira le film et en assurera le montage en France.
En 1959, il écrit pour Libération – où sa longue absence lui a fait perdre son poste de rédacteur en chef – un reportage, « La Chine contre la montre ». Il suit le Tour de France à moto, interviewe Marlon Brando et écrit en décembre pour Paris Match, où il est devenu grand reporter, son dernier article comme journaliste : « La France pleure Gérard Philipe ». Avec Le Poisson noir, que le Seuil a édité l’année précédente, il obtient le prix Fénéon de littérature. Jean Vilar monte Le Crapaud-Buffle au Théâtre Récamier, Petit TNP.

#### Années 1960
En 1960, il réalise en Yougoslavie son premier film, L’Enclos, dont il a écrit le scénario et les dialogues avec Pierre Joffroy.
En 1961, L’Enclos est présenté dans plusieurs festivals où il obtient des prix : à Cannes, celui de la critique ; à Moscou, où il rencontre Nazim Hikmet, celui de la mise en scène ; à Mannheim, où il reçoit une mention spéciale hors concours.
En 1962, trois spectacles sont créés ; La Vie imaginaire de l’éboueur Auguste G., à Villeurbanne (dirigé par Robert Gilbert et Roger Planchon), dans une mise en scène de Jacques Rosner ; La Deuxième Existence du camp de Tatenberg, par Gisèle Tavet, au Théâtre des Célestins, à Lyon ; Le Voyage du Grand Tchou, dans une mise en scène de Roland Monod au TQM de Marseille. Il réalise à Cuba son second film, El otro Cristóbal.
En 1963, El otro Cristóbal représente Cuba au Festival de Cannes et y obtient le prix des Écrivains de cinéma et de télévision. Gatti met en scène l'une de ses pièces : Chroniques d’une planète provisoire, au théâtre du Capitole, à Toulouse.
En 1964, il met en scène Le Poisson noir au Théâtre Daniel-Sorano, à Toulouse. De retour d’Algérie, il écrit Selma, le scénario d’un film non réalisé sur la guerre d’Algérie.
En 1965, il rencontre Erwin Piscator, avec lequel il s’entretient à la télévision allemande. Sa pièce La Deuxième Existence du camp de Tatenberg est créée à Essen, en RFA. Il travaille à un projet sur Staline, Mort de Staline, à travers l’œil d’une mouche, dont les seules traces écrites se trouvent dans le livre-mémoire d’Antoine Bourseiller, publié en 2007. Gatti écrit ensuite le scénario de L’Affiche rouge, qui lui fait rencontrer de nombreuses organisations d’anciens résistants de la MOI (main-d’œuvre immigrée), dont Mélinée Manouchian et Arsène Tchakarian. Le sujet sera traité, plus de dix ans après, avec La Première Lettre, série de six films, à L’Isle-d’Abeau.
En 1966, il crée deux pièces : en janvier, au TNP-Palais de Chaillot, Chant public devant deux chaises électriques et en mai, à Saint-Étienne, Un homme seul.
En 1967, à la demande du Collectif intersyndical d’action pour la paix au Vietnam, il écrit un texte sur la guerre du Vietnam : La Nuit des rois de Shakespeare par les comédiens du Grenier de Toulouse face aux événements du Sud-Est asiatique : V comme Vietnam, qu’il met en scène en avril, au Théâtre Daniel-Sorano, à Toulouse. Le Groupe V est fondé à l’issue de la tournée de quarante-cinq dates en France, Belgique, Suisse et Bradford (Angleterre). Dès cette époque il rencontrera son ami le poète toulousain Serge Pey, qui traversa avec lui une partie de son engagement poétique jusqu'à ses derniers jours.
En 1968, à la demande de Guy Rétoré, Émile Copfermann, écrivain, critique théâtral et directeur de collection aux éditions Maspero, réunit des habitants du 20e arrondissement de Paris, afin que Gatti écrive, grâce à leurs témoignages et à travers leur imagination, une pièce sur les transformations urbaines du quartier. Ainsi naîtra Les Treize Soleils de la rue Saint-Blaise, mis en scène par Guy Rétoré au Théâtre de l'Est parisien. La Naissance est créée par Roland Monod à la Biennale de Venise et V comme Vietnam montée en Allemagne (RFA et RDA). La Passion du général Franco est retirée de l’affiche le 19 décembre, pendant les répétitions, sur ordre du gouvernement français, à la demande du gouvernement espagnol. Un comité de soutien regroupant un très grand nombre de personnalités du monde culturel et artistique se forme. André Malraux, ministre de la Culture, propose des solutions de rechange, mais rien n’aboutit.
En 1969, devant les difficultés rencontrées pour créer La Passion, il quitte la France et s’installe à Berlin-Ouest, invité à la fois par le Sénat et l’université où il a de nombreux amis. Il travaille auparavant à Stuttgart pour réaliser son troisième film, Ubergang über den Ebro (Le Passage de l'Èbre), produit par la télévision ZDF – puis à Cassel, où il réécrit La Naissance, qu’il met en scène au Staatstheater. La Vie imaginaire de l’éboueur Auguste G. est jouée au Piccolo Teatro de Milan, dirigé par Paolo Grassi, qui invite à la première la mère de Gatti, l’épouse du défunt Auguste.

#### Années 1970
En 1970, Gatti travaille comme OS (ouvrier spécialisé) à Berlin pendant plusieurs mois, aux usines Osram. Les pièces du Petit manuel de guérilla urbaine, écrites l’année précédente, sont jouées de nombreuses fois en Allemagne, à Hanovre et Bremerhaven. Dominique Lurcel monte Les Hauts Plateaux à la maison des jeunes et de la culture de Fresnes. En juin, Le Chat sauvage, nouvelle version d’Interdit aux plus de trente ans, texte dit collectif reprenant l'affaire Gilles Tautin — lycéen de 17 ans, seul mort de Mai 68 —, est créé par Jean-Marie Lancelot.
En 1971, Rosa Collective est créée par Kai Braak, Günter Fischer et Ulrich Brecht, à Cassel, et La Cigogne par Pierre Debauche, à Nanterre. Lucien Attoun, apprenant que Gatti vient d’écrire un texte sur Rosa Luxemburg, l’invite à en faire une lecture au XXVe festival d’Avignon, dans le lieu qu’il vient d’ouvrir, la chapelle des Pénitents blancs.
En 1972 et 1973, invité par l’université libre de Berlin, il y fait des conférences, en janvier et février 1972, sur le théâtre de rue (en URSS, Allemagne, Chine, États-Unis, Vietnam, etc.) et sur sa propre expérience. Henry Ingberg et Armand Delcampe, directeurs de l’Institut des arts de diffusion (IAD) de Louvain-la-Neuve, l’invitent à travailler avec leurs étudiants. C’est ainsi que vont naître : La Colonne Durruti ou Les Parapluies de la Colonne IAD (usine Rasquinet, quartier de Schaerbeek, à Bruxelles) et L’Arche d’Adelin (dans le Brabant wallon), travaux collectifs avec les étudiants, qu’il écrit et met en scène.
En 1974, Gatti rentre en France. Il finit d’écrire Quatre schizophrénies à la recherche d’un pays dont l’existence est contestée. Vu le succès de la lecture de Rosa Collective, Lucien Attoun l’invite au XXVIIIe festival d’Avignon, à la chapelle des Pénitents blancs, pour une nouvelle expérience, La Tribu des Carcana en guerre contre quoi ?
En 1975, son retour en France correspond aussi à l’invitation de Jean Hurstel, directeur du centre d'action culturelle de Montbéliard, qui lui commande « une pièce sur le monde ouvrier ». Ce projet se transforme en une vaste saga vidéo, Le Lion, sa cage et ses ailes, huit films racontant une ville à travers son émigration. Avant de quitter l’Allemagne, il crée un dernier spectacle au Forum Theater sur les femmes résistantes allemandes : La Moitié du ciel et nous, en hommage à Ulrike Meinhof. Le Festival d'automne à Paris, dirigé par Alain Crombecque, lui propose de venir créer un spectacle. Il choisit de s’installer dans un CES à Ris-Orangis et de travailler à la fois avec des comédiens, les jeunes du CES et deux journalistes, Pierre Joffroy et Marc Kravetz, coauteurs et interprètes de l’une des pièces issues de l’expérience, Le Joint.
En 1976 et 1977, le théâtre Le Palace, dirigé par Pierre Laville, produit la nouvelle version de La Passion du général Franco par les émigrés eux-mêmes, que Gatti crée dans des entrepôts de l'entreprise Calberson. Puis c'est Le Canard sauvage qui vole contre le vent, création collective autour de la dissidence soviétique. Viendront dans la ville ouvrière de nombreux invités : André Glucksmann, Franco Basaglia, Robert Castel, Félix Guattari, Claude Lefort et plusieurs dissidents, dont Léonide Pliouchtch et son épouse Tatania Jitnikova, Victor Nekrassov, Vadim Delauney, Natalia Gorbanevskaïa, le syndicaliste Victor Fainberg et celui pour qui cette action a été imaginée, Vladimir Boukovsky.
Faisant suite au travail de Saint-Nazaire, il écrit Le Cheval qui se suicide par le feu, que Lucien Attoun invite au XXXIe Festival d’Avignon, à la chapelle des Cordeliers.
En octobre 1978, la Tribu – nom qu’il donne aux personnes qui travaillent avec lui – s’installe dans la ville nouvelle de L’Isle-d’Abeau (entre Lyon et Grenoble), avec pour projet de « donner quelques instants de plus à vivre, à travers votre imaginaire » à Roger Rouxel, l’un des vingt-trois fusillés du groupe Manouchian au mont Valérien. Cette création débouche sur la réalisation de six films vidéo sous le titre La Première Lettre.
En août 1979, Gatti s’installe pour un an, avec une bourse d’écriture du ministère de la Culture, dans le Piémont, dans la maison héritée de sa mère décédée l’année précédente, à Pianceretto. La Première Lettre est diffusée sur FR3, et Libération publie alors un très long entretien, sur six numéros, avec Marc Kravetz (édité en 1985 sous le titre L’Aventure de la Parole errante).

#### Années 1980
En 1980, huit versions de La Parole errante sont écrites. Les sept premières sont brûlées, la huitième restera à l’état de manuscrit jusque dans les années 1990. Il s’agit de la confrontation de « tous les Gatti ayant existé » avec l’Histoire, l’Utopie et l’Écriture. Elle sera éditée en 1999.
En 1981, il s'installe en Irlande du Nord (Derry) dès janvier, pour préparer le tournage d’un film. Nous étions tous des noms d’arbres est coproduit par la télévision belge et une société irlandaise spécialement créée par la communauté des habitants de Derry et la société de production des frères Dardenne.
En 1982, le ministère de la Culture lui propose de s’installer à Toulouse pour y créer l’Atelier de création populaire. Appelé « L'Archéoptéryx », cet atelier est inauguré, après travaux, dans un ancien restaurant universitaire. Le Labyrinthe, pièce écrite en Irlande, est créée en mai, à Gênes, puis au Festival d’Avignon. Gatti commence l’écriture d’un nouveau scénario de film, La Licorne, qui devient une pièce de théâtre : Opéra avec titre long. Il programme un « Cycle des poètes assassinés », inauguré avec Bobby Sands. Sont invités à des conférences et débats : Rafael Alberti, Jean-Pierre Changeux, Serge July, la Fédération anarchiste, Michel Auvray, Jean Delumeau, Michel Vovelle, Philippe Ariès, Jean-Paul Aron, Michel Serres, Jean-Michel Palmier, Michel Lépine, Alain Robbe-Grillet et Manuel José Leonardo Arce Leal. Une année est consacrée à l’URSS sous le titre « 1905-Russie/1917/URSS-1935 », avec l'exposition « La Victoire sur le soleil : Khlebnikov/Malevitch », la rétrospective du cinéma muet soviétique des années 1920-1930 avec la Cinémathèque de Toulouse, diverses créations dont La Révolte des objets de Maïakovski, dans laquelle il joue le rôle de l’auteur. Puis un premier stage autour de Nestor Makhno : L’Émission de Pierre Meynard (qui deviendra par la suite Nous ne sommes pas des personnages historiques).
Gatti est invité à lire Opéra avec titre long au Palais de Chaillot, par Antoine Vitez. La dernière année est autour de la Résistance allemande, en collaboration avec l'Institut Goethe et la librairie Ombres blanches. Avec le deuxième stage, il crée Le Dernier Maquis, représenté au Centre Georges-Pompidou, à l’invitation de Gabriel Garran. En août 1985, l’expérience à Toulouse se termine.
En 1986, Gatti est invité par l’École nationale de théâtre du Canada à Montréal où il monte au théâtre du Monument national Opéra avec titre long, qu’il présente à cette époque comme « son testament ».
En 1987, à Montreuil, Les Arches de Noé, mise en scène par Gatti et Hélène Châtelain, est présentée au théâtre Berthelot dans le cadre de l’exposition 50 ans de théâtre vus par les 3 chats d’Armand Gatti. Des témoins de sa vie et de son œuvre en sont, pendant un mois, les guides : Robert Abirached, Lucien Attoun, Raymond Bellour, Alain Crombecque, Armand Delcampe, Bernard Dort, Gabriel Garran, Jean Hurstel, Pierre Joffroy, Marc Kravetz, Dorothy Knowles, Jean-Pierre Léonardini, Heinz Neumann-Riegner, Jack Ralite, Madeleine Rebérioux, Jacques Rosner, Max Schoendorff, Viviane Théophilidès, Pierre Vial, André Wilms, Michel Simonot, Évelyne Didi, etc. L’exposition est invitée au XLIIIe Festival d’Avignon. Invité par l’université de Québec à Montréal (UQM), il y crée Le Passage des oiseaux dans le ciel. Pour une exposition à Turin, il écrit sur sa mère Ton nom était joie, poème édité par 'La Parole errante.
En 1988, le ministre de la Culture, Jack Lang, lui remet le grand prix national du théâtre. Invité à l’université de Rochester (État de New York), il y adapte Les Sept Possibilités du train 713 en partance d’Auschwitz, au contexte social américain. De retour à Toulouse, il travaille sur la Révolution française et crée avec le quatrième stage du Crafi Nous, Révolution aux bras nus.
En 1989, Gatti célèbre le bicentenaire de la Révolution française en créant Les Combats du jour et de la nuit à la maison d’arrêt de Fleury-Mérogis avec douze détenus. Un colloque international « Salut Armand Gatti » est organisé par l’université Paris-VIII par Michelle Kokosowski et Philippe Tancelin. Il reçoit à Asti le prix Alfieri, récompensant « un grand poète français d’origine italienne ».

#### Années 1990
En 1990, il s’installe à Marseille. Traitant de la montée du fascisme et en souvenir de l’environnement de son enfance, il écrit sur Mussolini Le Cinécadre de l’esplanade Loreto reconstitué à Marseille pour la grande parade des pays de l’Est. Le spectacle est joué par un nouveau groupe de jeunes en stage de réinsertion.
En 1991, Alain Crombecque, voulant développer le Festival d’Avignon dans sa banlieue, fait appel à lui pour imaginer un travail avec des jeunes de la « périphérie ». C’est ainsi que naît Ces empereurs aux ombrelles trouées.
En 1993, à l’initiative de Philippe Foulquier, directeur de la Friche Belle de Mai, et avec le soutien très actif de l’adjoint à la Culture, le poète Julien Blaine, Le Chant d’amour des alphabets d’Auschwitz, parcours théâtral en sept lieux de Seine-Saint-Denis, est repris à Marseille. Il y devient Adam quoi ?, avec quatre-vingts jeunes. Le spectacle est présenté durant deux jours, dans dix lieux de la ville.
En 1994 et 1995, Jean Hurstel l’invite sur ses terres. Avec quatre-vingts stagiaires, il va créer à Strasbourg Kepler, le langage nécessaire, annoncé comme un work in progress sous le titre révélateur de son état d’esprit : Nous avons l’art afin de ne pas mourir de la vérité. F. Nietzsche. Cette expérience sera très fructueuse en rencontres avec des scientifiques : Agnès Acker, Francis Bailly, Jean-Marie Brom, Guy Chouraqui, Baudouin Jurdant et Isabelle Stengers. C’est le début de la saga de La Traversée des langages, marquée par sa découverte de la théorie quantique et de Jean Cavaillès.
En 1996 et 1997, L’Enfant-Rat est créé à Limoges, au Festival des francophonies, mise en scène de Hélène Châtelain. Gatti crée aussi L’Inconnu no 5 du fossé des fusillés du Pentagone d’Arras, à Sarcelles.
En 1998 et 1999, Premier voyage en langue maya, expérience avec vingt-cinq jeunes de la Seine-Saint-Denis à La Maison de l’Arbre, est suivie, à Genève, de la création de Deuxième voyage en langue maya avec surréalistes à bord et des Incertitudes de Werner Heisenberg.

#### Années 2000
En 2000, au théâtre universitaire de Besançon, animé par Lucile Garbagnati, il participe au colloque « Temps scientifique et Temps théâtral », où il lit Incertitudes de la mécanique quantique devenant chant des oiseaux du Graal pour l’entrée des groupes de Galois dans le langage dramatique.
En octobre 2000, à la suite de l'invitation de Françoise Trompette et de Georges Perpes de l'association Orphéon, il vient inaugurer à Cuers (Var) la bibliothèque de théâtre Armand-Gatti et lit Possibilités du rayonnement fossile pour que la Rose Blanche soit, sur les murs du Pentagone d'Arras, le sourire des mots de Goethe.
En 2001, Chant public pour deux chaises électriques est créé par Gino Zampieri à Los Angeles.
En 2002, il lit Didascalie se promenant seule dans un théâtre vide au théâtre universitaire de Besançon.
En 2003, Les Sept Possibilités du train 713 en partance d’Auschwitz est créé par Eric Salama, à Genève, et Le Couteau-toast d’Évariste Galois avec lequel Dedekind fait exister la droite en mathématiques… par lui-même au théâtre universitaire de Franche-Comté, dans le cadre d’un stage réunissant des étudiants de quinze nationalités, à Besançon.
En 2006, il crée Les Oscillations de Pythagore en quête du masque de Dionysos à l’hôpital psychiatrique de Ville-Évrard, avec des étudiants français et étrangers.
En 2007, ont lieu la première rétrospective complète de ses films au Magic Cinéma de Bobigny et la lecture du Passage des oiseaux dans le ciel par la troupe de la Comédie-Française, retransmise en direct sur France Culture.
En 2009, Gatti écrit le poème Les Arbres de Ville-Évrard lorsqu’ils deviennent passage des cigognes dans le ciel, à partir d'un travail réalisé à l’hôpital psychiatrique de Ville-Évrard.

#### Années 2010
En 2010, à l’issue d'une résidence dans le Limousin, il crée Science et Résistance battant des ailes pour donner aux femmes en noir de Tarnac un destin d’oiseau des altitudes, avec trente étudiants français et étrangers, au gymnase du lycée forestier de Neuvic.
En 2011, à la Cinémathèque française, à Paris, se tiennent une rétrospective et des débats autour d’« Armand Gatti cinéaste. L’Œuvre indispensable ».
Mis en cause par l’amicale des déportés de Neuengamme, Gatti confirme qu’il n’a pas été au camp de Neuengamme, mais dans un camp de travail proche, à Hambourg, celui de Lindemann, recensé après la guerre par le Service international de recherches (ITS, à Bad Arolsen) comme camp (lager) gardé (ueberwacht). Dès 1950, le nom du camp est effacé du catalogue de l’ITS à la demande de la famille héritière de l’entreprise Lindemann, pourtant identifiée comme l'une des entreprises allemandes de l'organisation nazie Todt (ou OT), « employeuse » pour la construction du mur Atlantique de « volontaires » du STO, ainsi que de prisonniers de guerre et de déportés juifs, communistes, espagnols… Gatti assure cependant ne pas avoir été assujetti au STO, ce qui est confirmé par la suite.
En décembre 2011, il lit Révolution culturelle nous voilà à La Seyne-sur-Mer, puis inaugure, place Martel Esprit, les nouveaux locaux de l'association Orphéon et de la bibliothèque de théâtre Armand-Gatti.
En 2012 ont lieu des représentations à la Maison de l'Arbre de Rosa Collective, mise en scène par Armand Gatti, et de La Cigogne, par Matthieu Aubert. La Vie imaginaire de l’éboueur Auguste G. est mis en scène par Emmanuel Deleage à Los Angeles. La nouvelle promotion de l'École nationale supérieure des arts et techniques du théâtre (ENSATT), à Lyon, porte son nom. Il lit Les Pigeons de la grande guerre après la projection du film Il tuo nome era Letizia au Théâtre de la Girandole, à Montreuil, avec la participation de la chorale de Pianceretto, le village de sa mère. Ses manuscrits sont donnés au département des Arts du spectacle de la Bibliothèque nationale de France.
En 2014, pour ses quatre-vingt-dix ans, en janvier-février, à la Maison de l'Arbre, est repris Ces empereurs aux ombrelles trouées, qu’il met en scène avec Matthieu Aubert, et de Berlin, les personnages de théâtre meurent dans la rue, par Jean-Marc Luneau. En mars, France Culture rediffuse Berlin, les personnages de théâtre meurent dans la rue et Didascalie se promenant seule dans un théâtre vide.

### Décès
Il meurt le 6 avril 2017 des suites d'une opération à l'hôpital d'instruction des armées Bégin à Saint-Mandé.

### Vie privée
Il se marie à Paris avec Danièle Arhens en 1947. Ils ont trois enfants : Stéphane (1950-2025),
Anne-Laure (1956), Clarisse (1959).

### Décorations
- Chevalier de la Légion d’honneur (1999)
- Commandeur de l'ordre des Arts et des Lettres (2004)

### Récompenses et distinctions
- Prix Albert-Londres (1954)
- Prix Fénéon pour Le Poisson noir (1958)
- Prix de la critique au festival de Cannes pour L’Enclos (1961)
- Prix de la mise en scène au festival de Moscou pour L’Enclos (1961)
- Prix Jean-Delmas de la revue Jeune Cinéma pour Nous étions tous des noms d’arbres (Cannes 1982)
- Prix du meilleur film de l’année au festival de Londres pour Nous étions tous des noms d’arbres (1982)
- Grand prix national du théâtre (ministère de la Culture) (décembre 1988)
- Médaille de vermeil Picasso attribuée par l’UNESCO pour sa contribution exceptionnelle au développement du théâtre de notre temps (mai 1994)
- Prix SACD 2005 : prix du Théâtre de la Société des auteurs et compositeurs dramatiques (SACD)
- Grande médaille de vermeil de la Ville de Paris (2007)
- Grand prix du théâtre de l'Académie française pour l’ensemble de son œuvre (2013)

## Œuvre

### Théâtre révolutionnaire
L'œuvre de Gatti est indissociable de sa vie. Durant les dix années pendant lesquelles il fut journaliste et traversa le monde en conflit, il s’est forgé une matière pour ses pièces de théâtre. S’il a abandonné le journalisme, c’est après la rencontre avec Felipe, l’Indien guatémaltèque de 18 ans, qui lui dit « vous, les gringos, les yankees, vos mots ils racontent, mais ils ne disent jamais rien. Vos paroles, vous les jetez mais vous ne les faites jamais exister. » Quelques jours plus tard, Felipe se fait fusiller froidement par l’armée. Armand Gatti en réchappe et sait que désormais, le journalisme est fini pour lui. La question qu’il se pose avec évidence est alors « Pour quoi écris-tu ? »
La forme théâtrale qu’il choisit après le journalisme lui vient naturellement. Mais il ne s’agit pas de la forme traditionnelle du théâtre occidental dont on a l’habitude. En effet, les révolutions se poursuivent à l’intérieur même de son écriture : les personnages de la dramaturgie classique laissent place à des personnages dont le principal rôle est de porter le texte révolutionnaire, l’espace, les spectateurs, les voix, tout est remis en cause. Le théâtre pour lui est avant tout une nécessité d’expression, il est fait pour « répondre à ce qui était en train de se passer, de trouver le langage qui convenait… c’était en quelque sorte naître. »
Il ne fait pas de théâtre dans l’objectif de représentations car il rejette violemment l’idée du spectateur-consommateur, le résultat n’est donc pas l’important. L’essentiel, pour lui, c’est le travail en lui-même, le Work in Progress qui passe par l’apprentissage du son, du corps, de la musique et surtout de la pensée et du verbe ; « c’est la confrontation de l’individu et du texte. »
La démarche politique de Gatti dans sa création théâtrale est de rassembler une communauté, celle des loulous, pour « mobiliser les énergies vers un objectif commun ».

« C’est donc une invitation à la connaissance, à l’apprentissage d’un langage qui […] permet à chacun de devenir son propre maître. »

Armand Gatti interroge le langage, plus que les mots même, c’est leur(s) sens qu’il questionne. Car c’est la langue qui permet à l’homme de s’élever et de se révolter. Pour lui, la poésie et la révolution sont complémentaires, la langue est un outil. C’est avec cet outil qu’il choisit de combattre du côté des opprimés, pour la résistance et la cause plus grande que l’homme. Ses mots sont ceux de la prise de conscience contre ceux de la prise de pouvoir.

### Expériences de création et d’écriture
À partir des années 1970/1980, Gatti commence ses expériences de créations et d’écriture théâtrales. Elles font intégralement partie du travail qu’il élabore avec les loulous des villes de France qu’il traverse. Entre 1976 et 1977, Gatti et sa femme Hélène Châtelain orientent leur expérience autour de Vladimir Boukovski, interné en hôpital psychiatrique en Union soviétique, à la MJEP (Maison des Jeunes et de l'Éducation Permanente) de Saint-Nazaire. La pièce s’appellera Le canard sauvage. Et puis les expériences s’enchaînent : en 1993, à Marseille, ils travaillent sur Le Chant d’amour des alphabets d’Auschwitz, devenu Adam Quoi ? ; en 1994-1995, Kepler le langage nécessaire devient Nous avons l’art, afin de ne pas mourir de la vérité. F. Nietzsche à Strasbourg ; à Sarcelles, en 1996-1997, ils se focalisent sur L’Inconnu no 5 du fossé des fusillés du pentagone d’Arras et sur Premier voyage en langue Maya, à Montreuil, en 1998.
Dans ces expériences avec les loulous, il veut retrouver « les mots et le langage qui permettent d’affronter le monde ». Il ne choisit pas lui-même les loulous, ce sont des organismes sociaux qui se chargent des annonces et le seul critère est la motivation, celle de faire du théâtre. Avec eux et son groupe de travail, La Parole Errante, il explore ses pièces, pendant plusieurs mois, afin que ces « exclus » retrouvent un langage et une parole qui leur sont propres, pour s’armer contre l’humiliation que leur impose la société. Le théâtre doit être « l’université du pauvre ».
Gatti s’emploie donc à réaliser ces expériences, mais il intervient aussi dans des établissements scolaires, généralement considérés comme « zones sensibles » en raison des difficultés sociales et scolaires qui y règnent. Ainsi, en 2006, il passe 6 mois avec des élèves de troisième du collège Henri-Barbusse de Vaulx-en-Velin, dans le Rhône. Ces élèves ont retiré de cette aventure, qui n’est qu’un exemple parmi d’autres, un épanouissement qui, comme leur souhaitait Armand Gatti, les ferait devenir des « hommes plus grands que l’homme ».

## La Traversée des langagesetLa Parole errante

### La Traversée des langages
La Traversée des langages est une part importante dans l’œuvre de Gatti. Il s’agit d’un cycle d’écriture entamé vers 1995, autour de la physique quantique, qui regroupe une quinzaine de pièces à sujets scientifiques. À l’occasion de ce travail, mené sur plusieurs années, il écrit une pièce sur Évariste Galois, mathématicien et résistant républicain, et sur Jean Cavaillès. Cette pièce sera notamment travaillée pendant neuf semaines au Théâtre Jean Vilar, à Montpellier, par des habitants du quartier de la ville. Son attraction pour la Physique quantique révèle sa volonté de remettre en question les représentations acquises, c’est aussi un engagement de l’esprit et du corps en résistance à la pensée dominante. (En 2012, un volume réunissant dix-neuf pièces sous ce titre est publié aux éditions Verdier.)

### La Parole errante
La Parole errante est avant tout le nom d'un Centre international de création, qui a vu le jour à Montreuil en 1986 et dont la direction est revenue à Armand Gatti et son groupe de travail : Hélène Châtelain, son fils Stéphane Gatti et Jean-Jacques Hocquard. Ce lieu est né de plusieurs créations de structure dans les années 1970, qui avaient toutes le même but : « associer dans une production artistique l’écriture, le théâtre, la musique, la peinture la vidéo et le cinéma. » Il y a d’abord eu l’Institut de Recherche sur les Mass Médias et les Arts de diffusion (IRMMAD) en 1973, puis Les Voyelles en 1975, pour produire, avec l’INA (Institut National de l’Audiovisuel), le reportage Le lion, sa cage et ses ailes. En 1982, le groupe s’installe à Toulouse où il ouvre l’atelier de création populaire : L’Archéoptéryx. La Parole errante héritera de ces divers essais et expériences, et récupèrera l’ensemble du matériel de l’atelier de Toulouse.
En parallèle, le ministère de la Culture leur confie une mission : « créer un lieu où serait confrontée l’écriture d’auteurs de langue française avec des groupes diversifiés. » C’est ainsi que la Maison de l’Arbre ouvre ses portes en 1998, dans les anciens entrepôts du cinéaste Georges Méliès.
La Parole errante est aussi le titre d’un ouvrage d’Armand Gatti, un texte de 1760 pages à caractère autobiographique, mais aussi un récit de la traversée du XXe siècle, dont l'auteur entreprend l'écriture en 1980 et qu'il écrit et réécrit jusqu'en 1999, où il sera publié par les éditions Verdier.

### Le devenir de la Parole errante en 2017
En mai 2016, le bail qui lie le Conseil départemental de Seine-Saint-Denis à La Parole errante arrive à échéance et n'est pas renouvelé selon les mêmes termes. Le risque qu'il soit fait table rase du travail de Gatti et du passé du lieu est important. Un collectif d'usagers, metteurs en scène, comédiens, libraires, écrivains, réalisateurs, musiciens, enseignants, éducateurs, militants, essaye d'imaginer un devenir pour ce lieu et a écrit un projet nommé La parole errante demain.

Pour ce collectif : 

« Si une époque de La Parole Errante se termine, pour autant, l'imagination de son futur devra, à notre sens, repartir de son histoire, et des besoins et potentialités qui s'y sont formulés ces dix dernières années. C'est pourquoi nous défendons un lieu fondé sur l'ouverture, l'accueil, le partage, la solidarité, un lieu ancré dans la ville de Montreuil et dans le territoire de la Seine-Saint-Denis, un centre de création culturelle et sociale qui ne se referme pas sur lui-même. »

Ce projet, qui tient surtout d'un processus collectif de ré-invention du lieu à partir de l'existant, pour parvenir à s'imposer, obtient un soutien public assez large. En réponse, le conseil départemental procrastine et lance un appel d'offres à l'été 2016 (repoussant par là son premier projet d'installation des rencontres chorégraphiques de Seine-Saint-Denis sur toute une année). À l'hiver 2016, la logique de l'appel d'offres ne retient que deux projets: celui des Jeunesses musicales de France, et celui de l'Envol (centre d'art et de transformation sociale basé à Arras). Rien n'est encore définitif toutefois, et le collectif de La Parole errante demain continue de faire vivre ce lieu et d'imposer des suites qui s'inventent à partir de l'existant et des usages actuels de la grande salle de la Maison de l'Arbre.
Participent à ce collectif le café-librairie Michèle Firk (hébergé par La Parole errante) et le centre social autogéré de La Parole Errante, installé au-dessus du café-librairie. De nombreux événements sont accueillis et organisés.

## Critiques et réception
Gatti se met à écrire du théâtre fin des années 1950 et c’est Jean Vilar qui va le faire connaître. En effet, celui-ci décide de monter Le Crapaud-Buffle en 1959 au TNP. Le théâtre de Gatti est en contrepoint total avec le théâtre bourgeois, il n’écrit pas pour des spectateurs et surtout refuse l’aspect fréquentation et consommation par le spectateur.
La représentation du Crapaud-Buffle est un scandale. Les critiques sont assassines, envers Vilar autant que vis-à-vis de Gatti. À cette époque où le nouveau dramaturge est plus sensible aux critiques, c’est le soutien du directeur du TNP qui va le maintenir dans la voie du théâtre.
Gatti continue donc son combat, et il se détachera peu à peu des critiques.
Il rencontre néanmoins beaucoup de difficultés liées aux contraintes institutionnelles. Comment proposer un théâtre anarchiste, anti-institution, mais qui a tout de même besoin d’aides financières ? Il a plusieurs amis, qui l’aident à monter ses pièces et à les jouer dans différents théâtres français. La difficulté la plus importante à laquelle il est confronté, c’est en 1968, où il doit faire face à la censure. Seul Malraux, alors ministre de la Culture, le soutient au sein du gouvernement. La censure touche sa pièce La Passion du Général Franco, car le ministre des Affaires étrangères de l’époque, Michel Debré, voulait garder de bonnes relations avec l’Espagne. La pièce sera tout de même jouée, en Allemagne, mais aussi en France après de nombreux rejets.

## Principales œuvres d’Armand Gatti

### Œuvres théâtrales
Sauf mention contraire, les pièces sont mises en scène par l'auteur.
- 1958 : Le Poisson noir (mise en scène en 1964)
- 1959 : Le Crapaud-Buffle (mise en scène Jean Vilar)
- 1960 : Le Quetzal, L'Enfant-Rat
- 1962 : La Vie imaginaire de l'éboueur Auguste G.
- 1962 : La Seconde existence du camp de Tatenberg, Le Voyage du Grand Tchou
- 1963 : Chroniques d'une planète provisoire, Notre tranchée de chaque jour
- 1966 : Chant public devant deux chaises électriques, Un homme seul
- 1967 : V comme Vietnam, La Cigogne, La Naissance
- 1968 : Les Treize Soleils de la rue Saint Blaise, La Journée d'une infirmière, La Machine excavatrice (…), Les Hauts plateaux (…), Ne pas perdre de temps sur un titre (…), La Passion du Général Franco devenu L’Interdiction, ou Petite Histoire de l’interdiction d’une pièce qui devait être représentée en violet, jaune et rouge, dans un théâtre national
- 1969 : Interdit aux plus de trente ans, devenu Le Chat sauvage
- 1970 : Rosa Collective
- 1971 : L'Arche d'Adelin,
- 1972 : La Colonne Durruti
- 1974 : La Tribu des Carcana en guerre contre quoi ?
- 1975 : Quatre Schizophrénies à la recherche d'un pays dont l'existence est contestée, La Moitié du ciel et nous
- 1976 : La Passion du général Franco par les émigrés eux-mêmes
- 1977 : Le Joint, Le Cheval qui se suicide par le feu
- 1982 : Le Labyrinthe
- 1983 : Retour à la douleur de tous, Crucifixion métisse
- 1984 : Nous ne sommes pas des personnages historiques
- 1985 : Le Dernier Maquis
- 1986 : Opéra avec titre long
- 1987 : Les Sept Possibilités du train 713 en partance d’Auschwitz
- 1988 : Le Chant d'amour des alphabets d’Auschwitz
- 1989 : Les Combats du jour et de la nuit à la prison de Fleury-Mérogis
- 1990 : Le Passage des oiseaux dans le ciel
- 1991 : Nos empereurs aux ombrelles trouées
- 1992 : Le Cinécadre de l'esplanade Loretto (…)
- 1993 : Marseille, adam quoi ?
- 1995 : Kepler, le langage nécessaire devenu Nous avons l'art pour ne pas mourir de la vérité (Frédéric Nietzsche)
- 1997 : L'Inconnu n°5 du pentagone des fusillés d'Arras (…)
- 1998 : Premier voyage en langue maya, Second voyage en langue maya avec surréalistes à bord
- 1999 : Les Incertitudes de Werner Heisenberg (…)
- 2003 : Le Couteau-toast d'Évariste Galois (…)
- 2006 : Les Oscillations de Pythagore en quête du masque de Dionysos
- 2010 : Science et Résistance battant des ailes pour donner aux femmes en noir de Tarnac un destin d'oiseau des altitudes
- 2012: Possibilité de la symétrie virtuelle se cherchant à travers les mathématiques selon les groupes de la dernière nuit d'Évariste Galois

Ses œuvres sont publiées aux éditions Verdier, Le Seuil, L'Arche, La Parole errante et L'Entretemps.

### Écrits
- Mort ouvrier, 1962
- Les personnages de théâtre meurent dans la rue, 1970
- Prose pour Diato, 1979, poème écrit en hommage à son ami le poète et artiste plasticien Albert Diato
- Le Monde concave, 1983
- La Parole errante, 1999, roman fleuve ou livre monde autobiographique
- L'Anarchie comme battement d'ailes, 2001, quatre volumes sur son épopée familiale
- Les Cinq noms de Georges Guingouin, 2005, hommage à son chef de maquis
- Le Bombardement de Berlin, illustré de gravure d'Emmanuelle Amann, éditions Æncrages & Co

### Œuvres cinématographiques
- 1959 : Moranbong (réalisé par Claude-Jean Bonnardot)
- 1961 : L'Enclos
- 1963 : El otro Cristóbal
- 1970 : Le Passage de l'Ebre (Der Übergang über den Ebro) (téléfilm)
- 1975 - 1977 : Le Lion, sa cage et ses ailes, huit films vidéo
- 1979 : La Première Lettre, sept films vidéo
- 1982 : Nous étions tous des noms d'arbres

### Fonds patrimonial
Un fonds patrimonial d'étude, comportant notamment 170 manuscrits et tapuscrits d'Armand Gatti, est conservé par la bibliothèque de l'université Paris 8 Vincennes-Saint-Denis et, pour partie, disponible sur la bibliothèque numérique Octaviana.

#### Ouvrages
- Gérard Gozlan et Jean-Louis Pays, Gatti, aujourd'hui, Paris, Le Seuil, coll. « Théâtre », 1970.
- Michel Séonnet et Stéphane Gatti, Gatti : journal d'une écriture, catalogue de l’exposition « Cinquante ans de théâtre vus par les trois chats d'Armand Gatti », Artefact, 1987.
- Armand Gatti et Marc Kravetz, L'Aventure de la Parole errante, L'Éther vague, Toulouse, éditions Verdier, Lagrasse, 1991.
- Heinz Neumann-Riegner, Gatti, le principe vie. Pouvoir et puissance, résistance et souvenir dans l'œuvre d'Armand Gatti, Romanistischer Verlag Hillen, Bonn, 1993  (ISBN 3-86143-010-X).
- Armand Gatti et Claude Faber, La Poésie de l'étoile. Paroles, textes et parcours, Descartes & Cie, coll. « Les Passeurs de frontières », Paris, 1998, 249 p.
- Yvan Rihs, Nadine Ruegg, Claudine Pernecker, Armand Gatti à Genève, Paris, La Parole errante, 2003.
- Marc Kravetz, Armand Gatti poète, Paris, Éditions Jean-Michel Place, 2003, 123 p.
- Lucile Garbagnati (dir.) et Frédérique Toudoire–Surlapierre (dir.), L’Arche des langages : Une œuvre de référence : Armand Gatti, Dijon, Éditions universitaires de Dijon, coll. « Écritures », 2004, 280 p. (ISBN 2-915552-07-X, ISSN 1630-0858).
- Collectif, sous la dir. de Dominique Bax, Armand Gatti, du théâtre au cinéma, Bobigny, Magic Cinéma, coll. « Du théâtre au cinéma », 2007, 160 p.
- Olivier Neveux, Théâtres en lutte, le théâtre militant des années 1960 à aujourd’hui, Paris, La Découverte, 2007, 322 p.
- David Rappe, Rendez-vous avec Armand Gatti, 10 rencontres entre Armand Gatti et des collégiens de Vaulx-en-Velin, Paris, La Parole errante, 2008, 83 p.
- Olivier Neveux, Armand Gatti, Théâtre-utopie, Montreuil, Libertalia, 2024, 264 p.

#### Revues
- « Armand Gatti », revue Europe, no 877, mai 2002.Sommaire et introduction, « Armand Gatti, poète » par Jean-Pierre Hàn.
- Catherine Brun, Olivier Neveux (numéros dirigés par), AG. Cahiers Armand Gatti, La Parole errante :
  - no 1, 2010, 236 p.
    - Contributions de : A. Asso, M. Bouchardon, C. Brun, M. Courtieu, D. Faroult, S. Gallet, D. Lescot, P. Mesnard, H. Neumann-Riegner, O. Neveux, A. Roche.

  - « Les cinémas d’Armand Gatti », no 2, mai 2011, 366 p.
    - Contributions de : N. Brenez, C. Brun, S. Dreyer, D. Faroult, J.-P. Fargier, N. Hatzfeld, J. Long, O. Neveux, A. Perraud, M. Séonnet.

  - « La Traversée des langages », no 3, décembre 2012, 286 p.
    - Contributions de : O. F. Bailly, N. Beauvallet, C. Brun, N. Chatelain, J.-M. Clairambault, S. Gatti, M. Naas, H. Neumann-Riegner, O. Neveux, R. C. Pachocki, C. Rohner, L. Wiss.

  - « Du journalisme », no 4, décembre 2012, 286 p.
    - Contributions de : Marc Kravetz, Anne Roche, C. Brun, Sylvain Dreyer, Johanna Cappi, Jean-Paul Fargier, Marco Consolini, Jean-Pierre Léonardini, O. Neveux, Pauline Tanon, Annick Asso, Pierre Joffroy. Documentation bibliographique des articles de presse : Tiffany Anton, Sabine Guermouche.
- Catherine Brun, Olivier Neveux (dossier préparé par), Siècle 21 : « Armand Gatti », no 22, printemps-été 2013.
- Christophe, « L’anarchie comme un battement d’ailes », Courant alternatif, juin 2017, p. 21-23.
- Catherine Brun, « À l’envers et l’endroit de mai 1968 : les théâtres de Gatti et de Vinaver », Études françaises, vol. 54, no 1, 2018, p. 97-115 (lire en ligne).